# Mount Nimmel
Mount Nimmel är ett berg i Australien. Det ligger i regionen Gold Coast och delstaten Queensland, omkring 80 kilometer söder om delstatshuvudstaden Brisbane. Toppen på Mount Nimmel är 489 meter över havet, eller 51 meter över den omgivande terrängen. Bredden vid basen är 0,49 km.
Närmaste större samhälle är Varsity Lakes, omkring 13 kilometer nordost om Mount Nimmel. 
I omgivningarna runt Mount Nimmel växer i huvudsak städsegrön lövskog. Runt Mount Nimmel är det ganska tätbefolkat, med 62 invånare per kvadratkilometer. Genomsnittlig årsnederbörd är 1 801 millimeter. Den regnigaste månaden är januari, med i genomsnitt 320 mm nederbörd, och den torraste är oktober, med 41 mm nederbörd.